# McCairns Motors
McCairns Motors war ein Montagewerk für Kraftfahrzeuge und damit Teil der Automobilindustrie in Irland.

## Unternehmensgeschichte
Tom McCairns gründete 1934 das Unternehmen in Dublin. Im gleichen Jahr begann die Montage von Automobilen. Die Teile kamen zunächst ausschließlich von Vauxhall Motors, später auch in geringeren Stückzahlen von Buick, Bedford, Simca, Berkeley Cars und Alfa Romeo. Der Eintritt Irlands in die Europäische Wirtschaftsgemeinschaft am 1. Januar 1973 bedeutete das schleichende Ende für alle irischen Montagewerke. 1975 kündigte General Motors an, ab 1980 selber den Vertrieb von Opel- und Vauxhall-Modellen zu übernehmen. 1976 verkaufte Tom McCairns einige Anteile an die Private Motorist Protection Association von Joe Moore. Für 1979 ist noch die Montage von Vauxhall-Fahrzeugen überliefert. Danach lief es über General Motors. Spätestens 1983 bot General Motors in Irland nur noch Opel an, aber keine Vauxhall mehr.
Es ist nicht bekannt, wann das Unternehmen aufgelöst wurde.

## Fahrzeuge
Vauxhall war stets die wichtigste Marke des Unternehmens. Die ersten montierten Modelle waren 12 (Light Six) und 14. Außerdem sind für die Zeit vor 1945 Big Six und 25 überliefert. Danach ist lediglich der Cresta PA namentlich genannt. Eine andere Quelle nennt Cresta bis 1966, Victor bis 1969 und Viva bis Mitte der 1970er Jahre.
1936 fertigte das Unternehmen zwei Buick als Limousinen.
Während des Zweiten Weltkriegs in Europa blieben Teilelieferungen aus. Chevrolet aus den USA konnte noch bis 1941 liefern.
Anfang der 1950er Jahre kam Simca dazu. Genannt sind Ariane, Aronde und Étoile. Bis 1968 sind Zulassungszahlen überliefert, danach nicht mehr. Chrysler hatte 1970 Simca übernommen und offensichtlich die Vermarktung in Irland vorübergehend eingestellt. Als ab 1972 wieder Simca-Fahrzeuge in Irland angeboten wurden, waren es importierte Fahrzeuge.
Daneben bot McCairns kleine Sportwagen von Berkeley an, die ab 1956 entstanden. Eine Quelle nimmt an, dass auch einige Fahrzeuge in Irland montiert wurden. Die Bauzeit lag um 1956/57.
Von 1963 bis 1966 montierte und vertrieb McCairns auch das Modell Alfa Romeo Giulia. Danach übernahm Frank Cavey & Sons den Vertrieb, montierte aber keine Fahrzeuge, sondern importierte sie.
Auch einige Gordon-Keeble wurden montiert. Dieser britische Kleinserienhersteller von Sportwagen existierte von 1964 bis 1967.
Am 6. Juni 1981 wurde über die Montage von Nutzfahrzeugen von Mitsubishi Motors berichtet.

## Produktionszahlen
Im ersten vollen Produktionsjahr 1935 wurden 328 Fahrzeuge gefertigt. 1940 entstanden 206 Fahrzeuge. 1941 fiel die Zahl auf 18. Nach drei Jahren ohne Montage wurden 1945 erneut 5 Fahrzeuge gefertigt. Das beste Jahr war 1968 mit über 4500 Fahrzeugen.
Nachstehend die Zulassungszahlen von Vauxhall-, Buick-, Simca-, Berkeley- und Alfa-Romeo-Fahrzeugen in Irland aus den Jahren, in denen McCairns sie montierte.
| Jahr      | Vauxhall      | Buick | Simca         | Berkeley      | Alfa Romeo    | Summe         |
| --------- | ------------- | ----- | ------------- | ------------- | ------------- | ------------- |
| 1935      | nicht bekannt |       |               |               |               | nicht bekannt |
| 1936      | 467           | 2     |               |               |               | 469           |
| 1937      | 446           |       |               |               |               | 446           |
| 1938      | 453           |       |               |               |               | 453           |
| 1939      | 396           |       |               |               |               | 396           |
| 1940–1953 | nicht bekannt |       | nicht bekannt |               |               | nicht bekannt |
| 1954      | 686           |       | 120           |               |               | 806           |
| 1955      | 762           |       | 190           |               |               | 952           |
| 1956      | 524           |       | 273           | nicht bekannt |               | 797           |
| 1957      | 476           |       | 358           | nicht bekannt |               | 834           |
| 1958      | 370           |       | 322           |               |               | 692           |
| 1959      | 253           |       | 444           |               |               | 697           |
| 1960      | 353           |       | 444           |               |               | 797           |
| 1961      | 328           |       | 312           |               |               | 640           |
| 1962      | 1.234         |       | 227           |               |               | 1.461         |
| 1963      | nicht bekannt |       | nicht bekannt |               | nicht bekannt | nicht bekannt |
| 1964      | 1.750         |       | nicht bekannt |               | nicht bekannt | 1.750         |
| 1965      | 2.197         |       | 47            |               | 31            | 2.275         |
| 1966      | 2.089         |       | 44            |               | 12            | 2.145         |
| 1967      | 2.516         |       | 25            |               |               | 2.541         |
| 1968      | 4.374         |       | 24            |               |               | 4.398         |
| 1969      | 4.118         |       |               |               |               | 4.118         |
| 1970      | 2.445         |       |               |               |               | 2.445         |
| 1971      | 2.333         |       |               |               |               | 2.333         |
| 1972      | 3.329         |       |               |               |               | 3.329         |
| 1973      | 3.481         |       |               |               |               | 3.481         |
| 1974      | 1.951         |       |               |               |               | 1.951         |
| 1975      | 1.042         |       |               |               |               | 1.042         |
| 1976      | 1.693         |       |               |               |               | 1.693         |
| 1977      | 2.375         |       |               |               |               | 2.375         |
| 1978      | 2.480         |       |               |               |               | 2.480         |
| 1979      | 2.235         |       |               |               |               | 2.235         |
| ab 1980   | nicht bekannt |       |               |               |               | nicht bekannt |
| Summe     | 47.156        | 2     | 2.830         | nicht bekannt | 43            | 50.031        |